# Chenac-Saint-Seurin-d'Uzet
Chenac-Saint-Seurin-d'Uzet é uma comuna francesa localizada no departamento de Charente-Maritime na região administrativa da Nova Aquitânia, no sudoeste da França.